# Ranchuelo
Ranchuelo est une ville et une municipalité de Cuba dans la province de Villa Clara.
Ne pas confondre avec Ranchuelo ou Ranchuelos, consejo popular de la municipalité de Chambas, province de Ciego de Ávila.

## Géographie

### Situation
La municipalité de Ranchuelo est située vers le centre-ouest de l'île de Cuba, vers le sud-ouest de la province de Villa Clara, 
à 257 km (par l'autoroute A1 (en)) sud-est de La Havane 
et 30 km ouest de sa capitale de province Santa Clara.

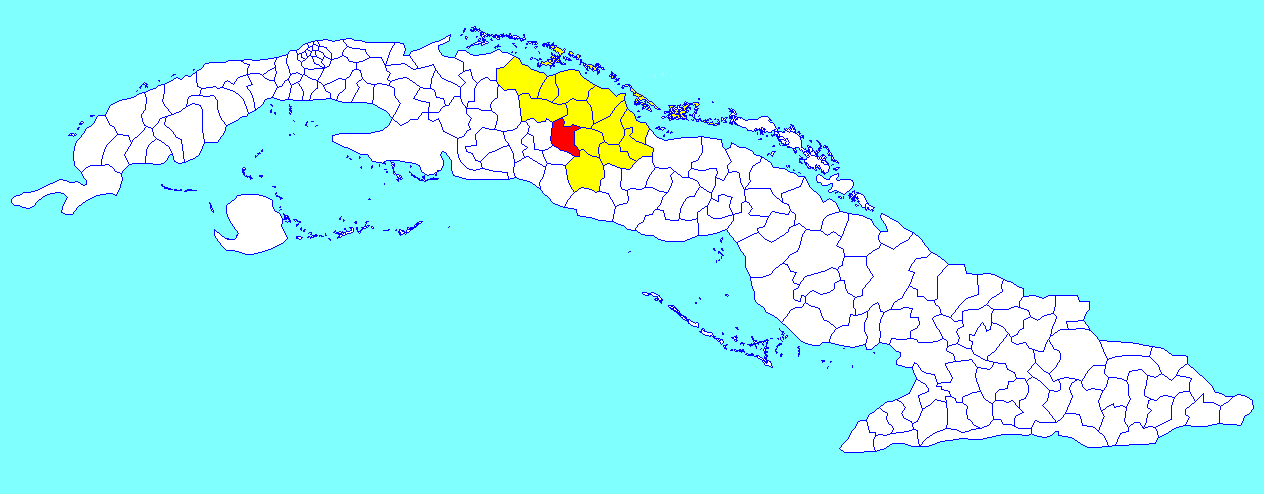
Municipalité de Ranchuelo dans la province de Villa Clara

### Divisions administratives
La municipalité compte 11 consejos populares :
- Rancho Grande - Jagua
- Ranchuelo
- Carlos Caraballo
- Ranchuelo Centro
- Esperanza
- San Juan de los Yeras
- Jicotea
- Horqueta - Delicias
- Diez de Octubre
- Ifraín Alfonso
- Osvaldo Herrera

## Population
En 2022, la population de la municipalité était estimée à 50 708 habitants ; pour une surface de 521,8 km2, la densité de population est de 97,17 habitants/km².